# Lorenc Pashja
Lorenc Pashja (Ballsh, 24 gennaio 1978) è un allenatore di calcio ed ex calciatore albanese di ruolo difensore, tecnico del Besa Kavajë.

## Carriera

### Giocatore
Ha totalizzato complessivamente 99 presenze ed una rete nella prima divisione albanese.

### Allenatore
Ha allenato nella prima e nella seconda divisione albanese.